# Peter Solderer
Peter Solderer (n. 1690, Bad Mitterndorf, Sankt Veit in der Südsteiermark , Stiria, Austria – d. 22 februarie 1741, Timișoara, Banatul Timișoarei, Imperiul Austriac) a fost primar al Timișoarei între 1721 și 1741.

## Biografie
Peter Solderer s-a născut în 1690 în provincia austriacă Stiria. La 17 decembrie 1717 s-a mutat la Timișoara. După ce a divorțat de a doua soție, s-a mutat la pensiunea Zum goldenen Rössl de pe strada Vasile Alecsandri de astăzi, vizavi de hanul „La Trei Coroane”.

### Primar
Peter Solderer a fost ales primar la data 13 august 1721 și confirmat în funcție la 5 februarie 1722. A deținut această funcție cu scurte întreruperi până la sfârșitul vieții.
La 24 decembrie 1731 a pus piatra de temelie a Primăriei Germane (azi Primăria Veche), care a fost construită după planurile arhitectului italian Pietro del Bronzo și inaugurată la 15 februarie 1735. Primăria a fost construită pe temelia unei foste băi turcești care a fost distrusă în Războiul austro-turc din 1716-1718 în ceea ce era atunci Piața Paradei (azi Piața Libertății). După finalizare, oficiul i-a revenit lui Peter Solderer la alegerile primariei care au avut loc pentru prima dată în noua primărie la 15 februarie 1735.
În timpul mandatului său, o epidemie de ciumă a izbucnit în tot Banatul în 1738, care fusese adusă de un batalion de infanterie. Numai în Timișoara au fost raportate în jur de 2000 de victime dintre cei aproximativ 5000 de locuitori. O foamete a însoțit prăbușirea infrastructurii.

### Prima casă de raport din oraș
Peter Solderer a fost constructorul primei case de raport din Timisoara. A cumpărat parcela de pe Prinz–Eugen–Str. - colț cu Wiener-Str. și a construit o casă de raport cu două etaje pe cheltuiala lui. Lucrările de construcție au început în 1739. Datorită apartamentelor de la parter și de la cele două etaje superioare s-a rezolvat o problemă importantă a locuințelor din oraș. Chiriașii erau în principal funcționari și comercianți. Hanul „La Trei Coroane” (în germană Zu den drei Kronen), după care a fost denumită casa, s-a mutat la parter. În camera de pe colțul parterului se aflau prăvălia unui negustor armean, precum și un mic magazin condus de un evreu sefard. Primăria a închiriat un seif în casă, în care erau depozitate bunurile care erau confiscate din piață.
Peter Solderer a murit pe 27 februarie 1741 și a fost înmormântat în cripta bisericii Sfântul Gheorghe din Cetate.